# Erstsubstituent
| Erstsubstituenten (blau markiert) an Benzol                                               |
| Toluol: Eine blau markierte Methylgruppe als Erstsubstituent am Benzolring.               |
| Brombenzol: Ein blau markiertes Bromatom als Erstsubstituent am Benzolring.               |
| Nitrobenzol: Eine blau markierte Nitrogruppe als Erstsubstituent am Benzolring.           |
| tert-Butylbenzol: Eine blau markierte tert-Butylgruppe als Erstsubstituent am Benzolring. |

Ein Erstsubstituent ist in der organischen Chemie der erste und einzige Substituent an einem Aromaten. Der Aromat ist also monosubstituiert. Unterwirft man  z. B. ein monosubstituiertes Benzol-Derivat einer elektrophilen Substitution, so kann der neu eintretende Substituent eine ortho-, meta- oder para-Stellung in Bezug auf den Erstsubstituenten einnehmen. Zugleich kann die Reaktionsgeschwindigkeit der elektrophilen Substitution des monosubstituierten Benzols größer oder kleiner sein als die von Benzol, je nach der Natur des Erstsubstituenten.
Wenn man Toluol elektrophil substituiert, entsteht ein Gemisch aus ortho- und para-substituiertem Substitutionsprodukten. Ausgehend von tert-Butylbenzol entsteht ebenfalls ein Gemisch aus ortho- und para-substituiertem Substitutionsprodukten. Da im tert-Butylbenzol der Erstsubstituent größer ist als die Methylgruppe im Toluol, entsteht durch die abstoßenden Wechselwirkungen zwischen Elektrophil und Erstsubstituent weniger ortho- und mehr para-Produkt.